# Германско-коморские отношения
Германско-коморские острова — двусторонние дипломатические отношения между Германией и Коморами. Отношения были установлены 2 февраля 1978 года.

## История отношений
Отношения между странами были установлены 2 февраля 1978 года.
Посол Германии в Дар-эс-Саламе (Танзания) аккредитован на Коморах, а отношения Комор с Германией курирует посольство Комор в Брюсселе (Бельгия).

## Торговля

### Экспорт Германии на Коморы
В 2021 году Германия экспортировала на Коморы 1,54 миллиона долларов. Основные продукты экспорта на Коморы: автомобили (401 тысяча долларов), кисломолочные продукты (190 тысяч долларов) и молоко (112 тысяч долларов). За последние 26 лет экспорт Германии на Коморские острова сократился в годовом исчислении на 0,43%, с 1,72 млн долларов в 1995 году до 1,54 млн долларов в 2021 году.

### Экспорт Комор в Германию
В 2021 году Коморы экспортировали в Германию 3,23 миллиона долларов. Основные продукты в Германию: ваниль (2,03 миллиона долларов), гвоздика (754 тысячи долларов) и эфирные масла (430 тысяч долларов). За последние 26 лет экспорт Коморских Островов в Германию увеличился в годовом исчислении на 1,37%, с 2,27 млн долларов в 1995 году до 3,23 млн долларов в 2021 году.

## Дипломатические миссии
- У Германии есть аккредитованное посольство в Дар-эс-Салеме, Танзания[4]
- У Комор есть аккредитованное посольство в Брюсселе, Бельгия[5]